# 贾力
贾力（？—），男，中华人民共和国外交官，曾任中华人民共和国驻宿务总领事。

## 生平
贾力曾任驻马其顿大使馆政务参赞。2012年，任驻保加利亚大使馆政务参赞。2018年10月，出任中华人民共和国驻宿务总领事。2022年11月，自驻宿务总领事离任。